# Рапта

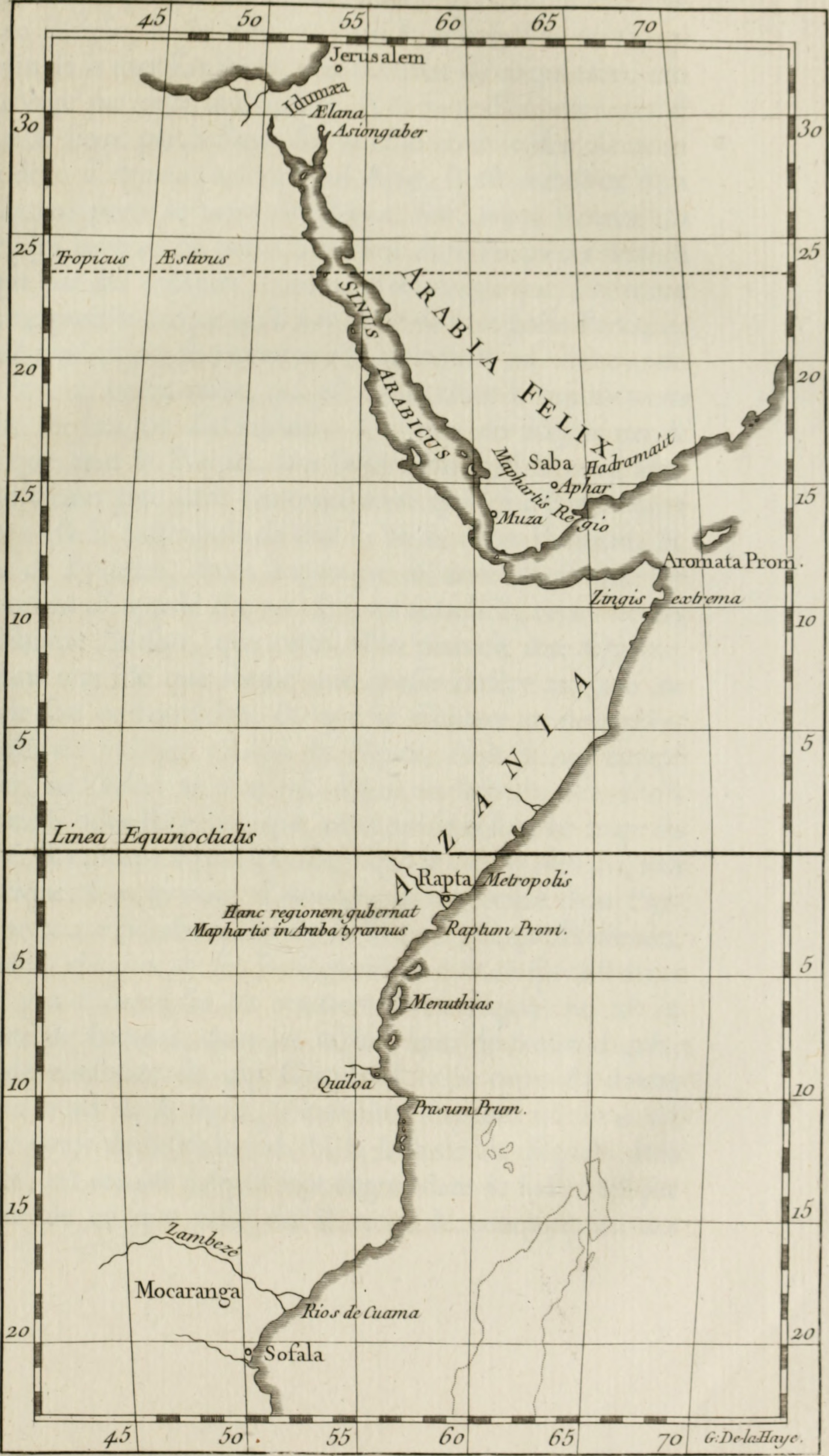
Рапта (Rapta) на карте 1736 года

Рапта (др.-греч. Ράπτα, лат. Rhapta «шитый») — главный торговый город в Азании, в Восточной Африке. Местоположение города ещё не обнаружено. Возможно, находился в современной Танзании, в дельте реки Руфиджи, или у мыса Килва (Kilwa) близ города Килва-Кисивани, или у острова Мафия. Город был первым крупным городом Африки, одним из самых богатых городов Чёрной Африки, процветал 2000 лет назад за счёт торговли с арабами. Вывозили в Моху рог носорога, слоновую кость, черепашьи панцири (черепаховую кость), кокосы (кокосовое масло); ввозили изделия из железа, стекла, зерно, вина. Город исчез 1600 лет назад.
Рапта упомянута в «Географии» Птолемея. В «Перипле Эритрейского моря» Рапта упоминается как «последний торговый пункт Азании».
Название города означает «шитый» от др.-греч. ῥάπτω «шитый» от традиционных шитых судов.
Французский картограф Луи Вивьен де Сен-Мартен и немецкий картограф Карл Мюллер помещали Рапту в Пангани. Эдуард Глазер рекой Раптой считал Рувуму, Вами или Руву (Кингани), мысом Рапта — горы в области Узарамо (Usaramo) между устьями Руву (Кингани) и Руфиджи, в таком случае город мог находиться в Багамойо. Генри Шлихтер (Henry Schlichter) считал, что река Рапта — это Пангани, мыс Рапта — Пуна или Рас-Мамба-Мку к югу от Занзибара. Бернард Штрук считал, что мыс Рапта — выступ побережья восточнее Дар-эс-Салама, а река Рапта — Руву (Кингани). Ярослав Ткач считал, что река Рапта — Пангани и, следовательно, город находился в Корогве.
В 2016 году у острова Мафия обнаружены затопленные руины, которые могут быть остатками Рапты. Развалины обнаружил аквалангист Алан Саттон (Alan Sutton). Развалины занимают огромную территорию, на которой разбросаны несколько тысяч каменных блоков квадратной формы длиной до 5 метров и толщиной около 40 сантиметров. Профессор археологии Феликс Чами из Университета Дар-эс-Салама считает, что эти руины могут быть остатками Рапты.